# Peropteryx trinitatis
Peropteryx trinitatis é uma espécie de morcego da família Emballonuridae. Pode ser encontrada na Venezuela, Guiana, Trinidad e Tobago, Granada e Aruba.